# Illeville-sur-Montfort
Illeville-sur-Montfort è un comune francese di 860 abitanti situato nel dipartimento dell'Eure nella regione della Normandia.

## Società

### Evoluzione demografica
Abitanti censiti